# Exoprosopa empidiformis
Exoprosopa empidiformis är en tvåvingeart som beskrevs av Lindner 1979. Exoprosopa empidiformis ingår i släktet Exoprosopa och familjen svävflugor.
Artens utbredningsområde är Iran. Inga underarter finns listade i Catalogue of Life.